# Maxime Du Camp
Maxime Du Camp, född 8 februari 1822, död 8 februari 1894, var en fransk författare och resenär.

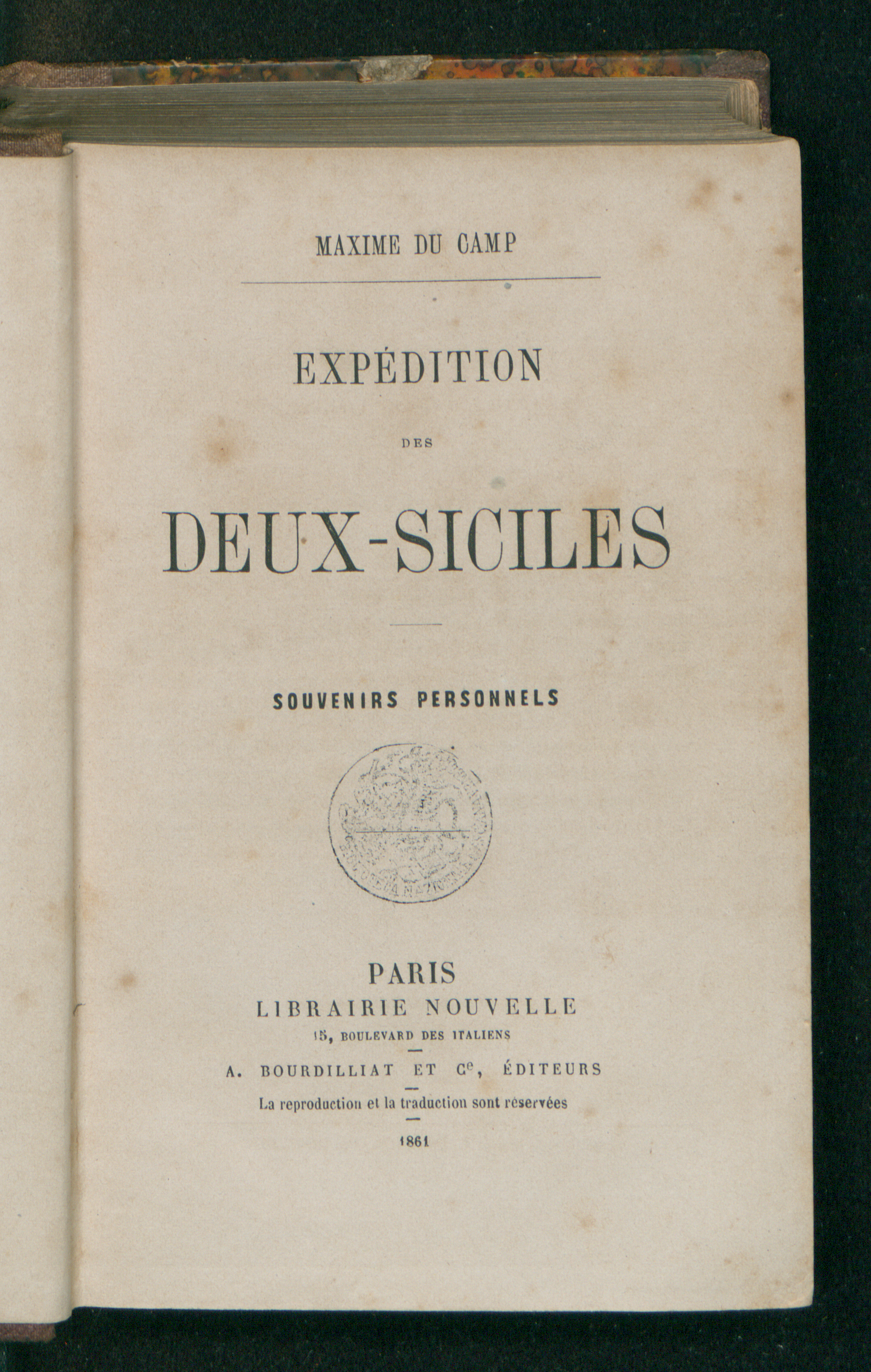
Expedition des Deux-Siciles, 1861

Du Camp företog vidsträckta resor i Orienten och Europa, 1849-51 i sällskap med Gustave Flaubert. Han deltog 1861 i Giuseppe Garibaldis expedition och skrev en livlig skildring därav i Expédition des Deux-Siciles (1861). Mångsidigt intresserad, författade Du Camp en mängd artiklar i tidskrifter och dagspress samt ett större antal böcker om konst och litteratur, resor, sociologi och historia. Dessutom har han skrivit romaner och lyrik: Souvernirs et paysages d'Orient (1848), Le livre posthume. Mémoires d'un suicidé (1853), Le Nil, l'Égypte et la Nubie (1854), Paris, ses organes, ses fonctions et sa vie (6 band, 1869-75), samt Souvernirs littéraires (2 band, 1882-83), vilka innehåller en mängd uppgifter om samtidens författare, bland annat om Flaubert. Du Camp blev 1880 medlem av Franska Akademien.